# Jean Baptiste Mongenais
Jean Baptiste Mongenais (24 novembre 1803-28 mai 1887) est un marchand et homme politique fédéral du Québec.

## Biographie
Né à Rigaud dans le Bas-Canada, il devint fermier et administrateur dans la Vaudreuil Railway Company. Il contribua entre autres à la fondation du Collège Bourget qui est toujours présent de nos jours. Il devient lieutenant-colonel dans la milice locale en 1869.
Élu député du Parti conservateur du Canada dans la circonscription fédérale de Vaudreuil en 1878, il ne se représente pas en 1882.